# Clàssica Terres de l'Ebre
La Clàssica Terres de l'Ebre és una cursa de ciclisme d'un dia que es celebra al juliol a les Terres de l'Ebre des de l'any 2024. La cursa travessa les quatre comarques d'aquesta regió. Està integrada dins el calendari de l'UCI Europa Tour com a cursa 1.2. L'any 2025 l'UCI la puja a categoria 1.1.
La seva intenció és consolidar-se al calendari. El primer vencedor fou l'ullastrellenc Abel Balderstone en una edició finalitzada a dalt del Caro. La segona edició amb un perfil més planer se l'endugué el mexicà Isaac del Toro.

## Palmarès
| Any  | Vencedor                 | Segon    | Tercer           |
| ---- | ------------------------ | -------- | ---------------- |
| 2024 | Abel Balderstone Roumens | Joan Bou | José Félix Parra |
| 2025 |                          |          |                  |